# 30265 Rominagarcía
30265 Rominagarcia è un asteroide della fascia principale. Scoperto nel 2000, presenta un'orbita caratterizzata da un semiasse maggiore pari a 2,287140 UA e da un'eccentricità di 0,093936, inclinata di 4,130615° rispetto all'eclittica. Ha un diametro di 1,944 km.